# Abolfazl Pouarab
Pour les articles homonymes, voir Abolfazl Jalili et Abolfazl Ahankhah.
Abolfazl Pouarab (en persan: ابوافضل پورعرب), né en 1961 à Téhéran, est un acteur iranien.

## Biographie
Pourarab a fait ses études à l'école de théâtre. En 1980, il commence sa carrière sur la scène de théâtre. Son premier rôle au cinéma était dans le film Zakhmeh en 1982.

## Filmographie
- 1990: Aroos
- 1992: Mohajeran
- 1994: Behesht e penhan
- 1997: Baad va shaghayesgh
- 1998: Gharibaneh
- 1999: Javani